# 阿列克谢·卡普勒
阿列克谢·雅科夫列维奇·卡普勒（俄语：Алексей Яковлевич Ка́плер，1904年9月15日—1979年9月11日），苏联电影制片人、编剧、导演、作家。他是苏联著名电影《列宁在十月》、《列宁在1918》、《两栖人》、《蓝鸟》、《运虎记》的编剧而为世人所知。
卡普勒于1938年获得列宁勋章。1941年，因《列宁在十月》和《列宁在1918》两部电影而获得斯大林奖。
卡普勒也是苏联领导人约瑟夫·斯大林女儿斯韦特兰娜的第一个恋人。根据斯韦特兰娜的说法，因为卡普勒有犹太血统，且年龄比斯韦特兰娜大三十多岁，这段恋情令斯大林非常愤怒。1943年，卡普勒被指控煽动反苏维埃的罪行，流放到沃尔库塔长达五年，这段时期他在那里担任摄影师。
1948年，卡普勒第二次被投入古拉格，在因塔的劳改营关押五年，1953年6月获释。此后，继续从事电影和电视创作。